# 尹世仁
尹世仁（韓語：윤세인，1987年1月18日—），韓國女演員，又譯尹世茵。於首部作品《要帥氣的生活》中，便已擔任女主角，起初以本名金智秀演出，於開播時，使用了藝名尹世仁。其父金富謙為前任韓國國務總理，曾任前韓國國會議員及行政安全部部長。
2015年3月，與永豐集團董事長之子崔敏錫(音譯)結婚，永豐集團在商界排名第25位，資產規模為12萬億韓元。

## 演出作品

### 電視劇
- 2011年：SBS《要帥氣的生活》飾演 羅雅蘿
- 2012年：MBC《兒子傢伙們》飾演 朴美琳
- 2013年：SBS《好好長大的女兒荷娜》飾演 張羅希

## 事蹟
- 2013年：首爾中區警察署根除社會醜惡現象大使

## 外部連結
- Daum（页面存档备份，存于）